# コルチゾン α-レダクターゼ
コルチゾン α-レダクターゼ（cortisone α-reductase）は、次の化学反応を触媒する酸化還元酵素である。
4,5α-ジヒドロコルチゾン + NADP+ {\displaystyle \rightleftharpoons } コルチゾン + NADPH + H+
反応式の通り、この酵素の基質は4,5α-ジヒドロコルチゾンとNADP+、生成物はコルチゾンとNADPHとH+である。
組織名は4,5α-dihydrocortisone:NADP+ Δ4-oxidoreductaseである。